# Белослав Риечан
Бѐлослав Риѐчан (на словашки: Beloslav Riečan) е словашки математик. Трудовете му са в областта на теория на вероятностите, теория на мярката, интегрално смятане, размити множества, интуиционистки размити множества, алгебра и квантови структури.

## Биография
Роден е на 10 ноември 1936 година в Жилина. Там посещава основно училище и известната Гимназия на Андрей Сладкович. През 1953 – 1958 година следва във Факултета по природни науки на Университет „Коменски“ в Братислава, където специализира математически анализ. Сред преподавателите му са някои от най-видните представители от първото поколение словашки математици: Юр Хронец, Отакар Борювка, Михал Грегуш, Антон Хуча, Милан Колибяр, Тибор Нойбрун, Тибор Шалат, Валтер Шеда. По време на следването си извършва научни изследвания под ръководството на проф. Милан Колибяр и още първата му статия, посветена на аксиоматика на модулярните решетки, е голям успех и бива цитирана в монографии на Биргхоф, Скорнятов и Гретцер.
След дипломирането си започва работа в катедрата по математика на Словашкия технически университет в Братислава, където остава от 1958 до 1971 година. Между 1962 и 1964 година прави докторантура при друго голямо име на словашката математика, проф. Щефан Шварц, и през 1965 година защитава успешно в Института по математика към Словашката академия на науките. През 1966 година е избран за доцент и паралелно с това преподава и в Университета „Коменски“. През 1980 година защитава втора („голяма“) докторска степен и на следващата година е избран за пълен професор в университета. През 1985 година се мести в Липтовски Микулаш, където работи в катедрата по математика на Военната академия, до 1989 година, когато е избран за декан на Факултета по математика и физика на в „Коменски“. От 1992 до 1998 година е директор на Института по математика към САН. През 1998 година се мести в Банска Бистрица, където е професор по математика в катедрата по математика, Факултета по природни науки към Университета „Матей Бел“.
Научен ръководител е на над 22 докторанти, автор на 6 монографии, над 200 статии, учебници и книги. Сред по-известните му студенти са Радко Месиар, Анатолий Двуреченски, Франтишек Кьопка. За научните, педагогическите и организационните си приноси е носител на множество награди, сред които: Почетно членство в Съюза на словашките математици и физици (1987), Златен почетен плакет „Юр Хронец“ на САН за приноси в областта на математиката (1995), Златен медал на Факултета по математика и физика на Университет „Коменски“ (1996), Почетен медал „Бернард Болцано“ на Чешката академия на науките (1998), Сребърен медал от Миланския университет (2000), Медал на САН за подкрепа на науката (2001), Орден „Людовит Щур“ – I степен (2002), Възпоменателен медал на Факултета по математика и физика на Каролинския университет в Прага (2004) и други отличия.
Освен математик, проф. Риечан е и пианист, и заедно със словашкия музиковед проф. Роман Бергер, провежда семинара „Математика и музика“ за словашки, чешки и чуждестранни интелектуалци.
Почива на 13 август 2018 година.